# Cunusitani
Les Cunusitani sont un ancien peuple antique de Sardaigne.

## Histoire
Décrits par Ptolémée (III, 3), les Cunusitani habitaient au Sud des Carenses et aussitôt au Nord des Salcitani et des Lucuidonenses.